# 영종출장소
영종출장소(永宗出張所)는 인천광역시 중구 영종도에 있는 출장소였다. 법정동인 중산동, 운남동, 운북동, 운서동을 관할한다. 현재는 영종용유 지역이 인천 중구청 제2청사로 개편되었다.

## 역사
- 조선 시대 : 인천도호부에 속함.
- 1895년 6월 23일(음력 윤5월 1일) : 인천부 인천군 영종면
- 1896년 8월 4일 : 경기도 인천군 영종면
- 1910년 10월 1일 : 경기도 인천부 영종면
- 1914년 : 행정구역 통폐합으로 부천군 영종면으로 개편.
- 1973년 : 부천군의 폐지로 옹진군에 편입.
- 1989년 : 영종면이 인천직할시 중구에 편입되어 행정동 영종동 및 영종출장소로 개편.[1][2][3]
- 2001년 12월 10일 : 영종출장소 운서지소 개소.
- 2003년 10월 13일 : 용유출장소와 합쳐 영종용유출장소로 통합[4][5]
- 2006년 6월 5일 : 영종출장소·용유출장소 재분리
- 2012년 1월 1일 : 영종출장소 운서지소가 운서동으로 분리·승격.[6]
- 2014년 1월 1일 : 영종출장소 중산지소 설치.[7]

## 법정동
- 중산동(中山洞)
- 운남동(雲南洞)
- 운북동(雲北洞)
- 운서동(雲西洞)

## 같이 보기
- 영종도